# Sterławki Małe
Sterławki Małe (niem. Klein Stürlack) – wieś w Polsce położona w województwie warmińsko-mazurskim, w powiecie giżyckim, w gminie Giżycko.
W latach 1975–1998 miejscowość administracyjnie należała do województwa suwalskiego.
Wieś nad jez. Dejguny, przystanek kolejowy (obecnie bez kasy biletowej) powstał tu w 1868 na linii Królewiec-Korsze-Kętrzyn-Giżycko-Ełk.

## Historia
Wielki mistrz krzyżacki Ulrich von Jungingen przywilejem z 5 sierpnia 1407 nadał komornikowi Iwaśkowi i innym mieszkańcom ówczesnej wsi Dillen 74 włók na prawie magdeburskim. Iwaśko otrzymał 6 włók z obowiązkiem jednej służby, a pozostali z 68 włók mieli wystawiać 17 służb. Wszyscy mieli okres wolnizny na 10 lat. Przywilej ten został wystawiony w Barcianach. Prawa Iwaśki zostały zwiększone późniejszym przywilejem na prowadzenie karczmy i młyna.
W 1539 było tu 48 chłopów i 24 zagrodników, sami Polacy. W 1656 wieś została spustoszona przez Tatarów. W 1719 w Sterławkach było 38 właścicieli na 84 włókach. Szkoła w Sterławkach Małych założona została w 1737.

## Demografia i inne
- W drugiej połowie XIX w. wieś miała powierzchnię 1513 ha. Było tu 128 domów, w których mieszkało 689 osób.
- W 1910 było tu 698 mieszkańców.
- W 1939 mieszkały tu 592 osoby.
- W 1970 we wsi (razem z mieszkańcami Państwowego Gospodarstwa Rolnego) mieszkało 470 osób.